# Nirankari
Nirankari a été un mouvement de réforme important dans le sikhisme au XIXe siècle afin de restaurer de l'essence religieuse à cette foi. Nirankari signifie : ceux qui croient à l'Être sans forme. Ce courant a été créé par Baba Dayal Singh (1783-1855) qui était un contemporain du Maharaja Ranjit Singh.
L'hindouisme était devenu trop expansif et des statues de cette religion se retrouvaient dans les temples sikhs, les gurdwaras. Baba Dayal a alors voulu suivre la Guru Granth Sahib plus strictement ainsi que le Rahit Maryada. Baba Dayal Singh pensait que les croyances et les rites sikhs avait 
été perverti par la façon de vivre des sikhs. Il a redéfini d'une manière plus religieuse le don du nom, le mariage et les cérémonies attachées à la mort. Le nom de ce mouvement vient du fait que son fondateur luttait contre les images à ses yeux omniprésentes et polluantes de Dieu ; d'où le nom sans forme. La loi sur le mariage sikh de 1909, toujours en vigueur, doit beaucoup au Nirankari. Les cérémonies sikhes à l'heure actuelle sont encore rattachées aux préceptes qu'a remis en place Baba Dayal. Baba Darbara Singh lui a succédé.
Nirankari mettait l'accent sur l'importance du message du premier Guru, Guru Nanak. Au fil du temps, le mouvement s'est ainsi marginalisé, et a même fortement dévié du Khalsa. Aujourd'hui il en reste deux « sectes », deux courants, toujours liées au sikhisme mais s'y référant plus ou moins. Cependant il arrive que leurs agissements provoquent des tensions au sein même de la communauté sikhe. Le siège du mouvement principal est à Chandigarh, l'autre à Delhi. Les fidèles de ce mouvement s'appellent les Nirankaris.